# Pembroke (Maine)
Pembroke ist eine Town im Washington County des Bundesstaates Maine in den Vereinigten Staaten. Im Jahr 2020 lebten dort 788 Einwohner in 521 Haushalten (in den Vereinigten Staaten werden auch Ferienwohnungen als Haushalte gezählt) auf einer Fläche von 91,32 km².

## Geographie
Nach dem United States Census Bureau hat Pembroke eine Gesamtfläche von 91,32 km², von der 70,86 km² Land sind und 20,46 km² aus Gewässern bestehen.

### Geographische Lage
Pembroke liegt im Südosten des Washington Countys am Atlantischen Ozean. Im Norden grenzt der Pennamaquan Lake an. Die Oberfläche ist eher eben, ohne größere Erhebungen.

### Nachbargemeinden
Alle Entfernungen sind als Luftlinien zwischen den offiziellen Koordinaten der Orte aus der Volkszählung 2010 angegeben.
- Norden: Charlotte, 14,9 km
- Nordosten: Robbinston, 16,6 km
- Osten: Perry, 7,8 km
- Südosten: Lubec, 15,3 km
- Südwesten East Central Washington, Unorganized Territory, 16,5 km
- Westen: Dennysville, 8,7 km
- Nordwesten: Meddybemps, 7,7 km

### Stadtgliederung
In Pembroke gibt es mehrere Siedlungsgebiete: Ayers Junction, Pembroke, Pimnaquam und West Pembroke.

### Klima
Die mittlere Durchschnittstemperatur in Pembroke liegt zwischen −6,7 °C (20 °F) im Januar und 18,3 °C (65 °F) im Juli. Damit ist der Ort gegenüber dem langjährigen Mittel der USA um etwa 9 Grad kühler. Die Schneefälle zwischen Oktober und Mai liegen mit bis zu zweieinhalb Metern mehr als doppelt so hoch wie die mittlere Schneehöhe in den USA; die tägliche Sonnenscheindauer liegt am unteren Rand des Wertespektrums der USA.

## Geschichte
Pembroke wurde am 4. Februar 1832 als eigenständige Town organisiert. Das Gebiet gehörte zuvor zur Town Dennysville.
Pembroke hatte neben mehreren Mühlen auch Werke der Pembroke Iron Company. Diese bestanden aus Öfen, Walzwerk, Maschinenwerkstatt usw. General Ezekiel Foster, ein unternehmungslustiger Kaufmann aus Eastport, war der Gründer dieses Unternehmens, nachdem er 1832 mit dem Bau begonnen hatte. Sie wurden einige Jahre von Foster und Bartlett betrieben und dann an Gray & Co. aus Boston verkauft. 1849 wurden sie von William E. Coffin & Co. aus Boston gekauft. Vor 1873 waren diese Werke fünfzehn Jahre lang in der Herstellung von Eisenspitzen, Nieten und anderen Gegenständen tätig. Die natürlichen Häfen am Atlantischen Ozean waren recht sicher. Der Schiffbau begann in 1825. S. C. Foster baute die Industrie 1844 aus und in wenigen Jahren baute er eine ganze Flotte auf. 1860 hatte das Geschäft so zugenommen, dass es sieben Werften gab. Viele der hier gebauten Schiffe waren für die Küstenfahrt und die Fischerei bestimmt.
Pembroke wurde erstmals 1774 besiedelt, wobei Hatevil Leighton aus Gouldsborough, Maine, der erste europäischstämmige Siedler am Ort war. Edmund Meagher (Mahar) und William Clark aus Boston kamen 1780 und ließen sich in der Nähe der Cobscook Falls nieder. Es folgten Robert Ash, M. Denho, Joseph Bridges, Zaclock Hersey, Caleb Hersey, Samuel Sprague, Theophilus und Bela Wilder, Moses Gardiner, Stephen Gardiner und M. Dunbar, von denen die meisten aus Maine und Massachusetts stammten. Theophilus Wilder soll bereits 1740 ansässig geworden sein. Die Eigentümer der Ländereien in dieser Stadt waren Thomas Russell, John Lowell und General Benjamin Lincoln.

### Einwohnerentwicklung
| Volkszählungsergebnisse – Town of Pembroke, Maine | Volkszählungsergebnisse – Town of Pembroke, Maine | Volkszählungsergebnisse – Town of Pembroke, Maine | Volkszählungsergebnisse – Town of Pembroke, Maine | Volkszählungsergebnisse – Town of Pembroke, Maine | Volkszählungsergebnisse – Town of Pembroke, Maine | Volkszählungsergebnisse – Town of Pembroke, Maine | Volkszählungsergebnisse – Town of Pembroke, Maine | Volkszählungsergebnisse – Town of Pembroke, Maine | Volkszählungsergebnisse – Town of Pembroke, Maine | Volkszählungsergebnisse – Town of Pembroke, Maine |
| Jahr                                              | 1800                                              | 1810                                              | 1820                                              | 1830                                              | 1840                                              | 1850                                              | 1860                                              | 1870                                              | 1880                                              | 1890                                              |
| ------------------------------------------------- | ------------------------------------------------- | ------------------------------------------------- | ------------------------------------------------- | ------------------------------------------------- | ------------------------------------------------- | ------------------------------------------------- | ------------------------------------------------- | ------------------------------------------------- | ------------------------------------------------- | ------------------------------------------------- |
| Einwohner                                         |                                                   |                                                   |                                                   |                                                   | 1050                                              | 1712                                              | 2299                                              | 2551                                              | 2324                                              | 1514                                              |
| Jahr                                              | 1900                                              | 1910                                              | 1920                                              | 1930                                              | 1940                                              | 1950                                              | 1960                                              | 1970                                              | 1980                                              | 1990                                              |
| Einwohner                                         | 1652                                              | 1378                                              | 1168                                              | 965                                               | 1029                                              | 998                                               | 871                                               | 700                                               | 920                                               | 852                                               |
| Jahr                                              | 2000                                              | 2010                                              | 2020                                              | 2030                                              | 2040                                              | 2050                                              | 2060                                              | 2070                                              | 2080                                              | 2090                                              |
| Einwohner                                         | 879                                               | 840                                               | 788                                               |                                                   |                                                   |                                                   |                                                   |                                                   |                                                   |                                                   |

## Kultur und Sehenswürdigkeiten

### Bauwerke
In Pembroke wurde eine historische Stätte unter Denkmalschutz gestellt und ins National Register of Historic Places aufgenommen. Die Lage der historischen Stätte wird nicht bekannt gegeben.
- Reversing Falls Site, 1990 unter der Register-Nr. 90000907.[9]

## Wirtschaft und Infrastruktur

### Verkehr
Der U.S. Highway 1 verläuft in westöstlicher Richtung durch die Town. Von ihr zweigt in nördlicher Richtung die Maine State Route 214 ab.

### Öffentliche Einrichtungen
Es gibt keine medizinischen Einrichtungen in Pembroke. Die nächstgelegenen befinden sich in Lubec und Eastport.
Die Pembroke Library Association befindet sich in der County Road in Pembroke.

### Bildung
Für die Bildung in Pembroke ist das Pembroke School Department zuständig. In Pembroke befindet sich die Pembroke Elementary School mit Klassen von Kindergarten bis 8. Schulklasse.

## Persönlichkeiten

### Söhne und Töchter der Stadt
- Styles Bridges (1898–1961), Politiker und Gouverneur des Bundesstaates New Hampshire
- William Robinson Pattangall (1865–1942), Jurist, Politiker und Maine Attorney General

### Persönlichkeiten, die vor Ort gewirkt haben
- Stephen Clark Foster (1799–1872), Politiker